# España en los Juegos Olímpicos de Atenas 2004
España estuvo representada en los Juegos Olímpicos de Atenas 2004 por una delegación de 317 deportistas (177 hombres y 140 mujeres) que participaron en 23 deportes. Quien portó la bandera en la ceremonia de apertura fue la yudoca Isabel Fernández.
Responsable del equipo olímpico fue el Comité Olímpico Español (COE), así como las federaciones deportivas nacionales de cada deporte con participación.

## Medallas
El equipo olímpico español consiguió durante los Juegos las siguientes medallas:
| Nombre | Deporte             | Competición             | Fecha        |
| --- | ------------------- | ----------------------- | ------------ |
| Oro |                     |                         |              |
| Gervasio Deferr | Gimnasia artística  | Salto de potro          | 23 de agosto |
| David Cal Figueroa | Piragüismo          | C1 1000 m               | 27 de agosto |
| Xabier Fernández Iker Martínez | Vela                | 49er                    | 26 de agosto |
| Plata |                     |                         |              |
| Francisco Javier Fernández | Atletismo           | 20 km marcha            | 20 de agosto |
| José Antonio Hermida Ramos | Ciclismo de montaña | Campo a través          | 28 de agosto |
| Joan Llaneras Roselló | Ciclismo en pista   | Carrera por puntos      | 24 de agosto |
| José Antonio Escuredo | Ciclismo en pista   | Keirin                  | 25 de agosto |
| Beatriz Ferrer-Salat (Beauvalais) Rafael Soto Andrade (Invasor) Juan Antonio Jiménez Cobo (Guizo) Ignacio Rambla Algarín (Oleaje) | Hípica              | Doma por equipos        | 21 de agosto |
| David Cal Figueroa | Piragüismo          | C1 500 m                | 28 de agosto |
| Conchita Martínez Virginia Ruano Pascual                                                                                          | Tenis               | Dobles femenino         | 22 de agosto |
| María Quintanal Zubizarreta | Tiro                | Foso olímpico           | 16 de agosto |
| Rafael Trujillo Villar | Vela                | Finn                    | 21 de agosto |
| Natalia Vía-Dufresne Sandra Azón Canalda                                                                                          | Vela                | 470                     | 21 de agosto |
| Francisco Javier Bosma Pablo Herrera Allepuz                                                                                      | Vóley playa         | Torneo masculino        | 25 de agosto |
| Bronce |                     |                         |              |
| Manuel Martínez Gutiérrez | Atletismo           | Peso                    | 18 de agosto |
| Joan Lino Martínez | Atletismo           | Salto de longitud       | 26 de agosto |
| Sergi Escobar Roure | Ciclismo en pista   | Persecución individual  | 21 de agosto |
| Carlos Castaño Panadero Asier Maeztu Villabeitia Carlos Torrent Tarres Sergi Escobar Roure                                        | Ciclismo en pista   | Persecución por equipos | 23 de agosto |
| Patricia Moreno Sánchez | Gimnasia artística  | Suelo                   | 23 de agosto |
| Beatriz Ferrer-Salat (Beauvalais)                                                                                                 | Hípica              | Doma individual         | 25 de agosto |

### Por deporte
| Evento      | Oro | Plata | Bronce | Total |
| ----------- | --- | ----- | ------ | ----- |
| Atletismo   | 0   | 1     | 2      | 3     |
| Ciclismo    | 0   | 3     | 2      | 5     |
| Gimnasia    | 1   | 0     | 1      | 2     |
| Hípica      | 0   | 1     | 1      | 2     |
| Piragüismo  | 1   | 1     | 0      | 2     |
| Tenis       | 0   | 1     | 0      | 1     |
| Tiro        | 0   | 1     | 0      | 1     |
| Vela        | 1   | 2     | 0      | 3     |
| Vóley playa | 0   | 1     | 0      | 1     |
| TOTAL       | 3   | 11    | 6      | 20    |

## Diplomas olímpicos
En total se consiguieron 50 diplomas olímpicos en diversos deportes, de estos 6 correspondieron a diploma de cuarto puesto, 14 de quinto, 8 de sexto, 14 de séptimo y 9 de octavo.
| Nombre | Deporte               | Competición                     | Fecha               |
| --- | --------------------- | ------------------------------- | ------------------- |
| 4.° |                       |                                 |                     |
| Gervasio Deferr | Gimnasia artística    | Suelo                           | 22 de agosto        |
| Equipo | Hockey sobre hierba   | Torneo masculino                | 27 de agosto        |
| Gemma Mengual Paola Tirados | Natación sincronizada | Dúo                             | 25 de agosto        |
| Gemma Mengual Paola Tirados Raquel Corral Aznar Andrea Fuentes Faché Tina Fuentes Faché Ana Montero Pacheco Irina Rodríguez Álvarez Alicia Sanz Rodríguez Saray Ione Serrano | Natación sincronizada | Equipo                          | 27 de agosto        |
| Juan Antonio Ramos | Taekwondo             | –58 kg                          | 26 de agosto        |
| Sonia Reyes Sáez | Taekwondo             | –57 kg                          | 27 de agosto        |
| 5.° |                       |                                 |                     |
| Luis Miguel Martín | Atletismo             | 3000 m con obstáculos           | 24 de agosto        |
| Juan Manuel Molina | Atletismo             | 20 km marcha                    | 20 de agosto        |
| Jesús Ángel García Bragado | Atletismo             | 50 km marcha                    | 27 de agosto        |
| Rafael Martínez Barrena | Gimnasia artística    | Concurso completo individual    | 18 de agosto        |
| Víctor Cano Segura | Gimnasia artística    | Caballo con arcos               | 22 de agosto        |
| Laura Campos Prieto Tania Gener Cordero Elena Gómez Servera Mónica Mesalles Sallarés Patricia Moreno Sánchez Sara Moro de Faes                                               | Gimnasia artística    | Concurso por equipos            | 17 de agosto        |
| Kenji Uematsu | Judo                  | –60 kg                          | 14 de agosto        |
| Óscar Peñas García | Judo                  | –66 kg                          | 15 de agosto        |
| Isabel Fernández Gutiérrez | Judo                  | –57 kg                          | 16 de               |
| Érika Villaécija García | Natación              | 800 m libre                     | 20 de agosto        |
| Nina Zhivanevskaya | Natación              | 100 m espalda                   | 16 de agosto        |
| Beatriz Manchón Portillo María Teresa Portela Rivas | Piragüismo            | K2 500 m                        | 28 de agosto        |
| María Isabel García Beatriz Manchón Portillo María Teresa Portela Rivas Jana Šmidáková                                                                                       | Piragüismo            | K4 500 m                        | 27 de agosto        |
| Carlos Moyá | Tenis                 | Masculino individual            | 19 de agosto agosto |
| 6.° |                       |                                 |                     |
| Naroa Agirre Kamio | Atletismo             | Salto con pértiga               | 24 de agosto        |
| Equipo | Baloncesto            | Torneo femenino                 | 27 de agosto        |
| Equipo | Balonmano             | Torneo femenino                 | 29 de agosto        |
| Joan Llaneras Miquel Alzamora Riera | Ciclismo en pista     | Madison                         | 25 de agosto        |
| Melissa Caballero Tatiana Rouba Érika Villaécija García Arantxa Ramos Plasencia                                                                                              | Natación              | 4 × 200 m libre                 | 18 de agosto        |
| Damián Vindel Hernández Francisco Llera Blanco | Piragüismo            | K2 500 m                        | 28 de agosto        |
| Nuria Domínguez Asensio | Remo                  | Scull individual (W1x)          | 21 de agosto        |
| Equipo | Waterpolo             | Torneo masculino                | 29 de agosto        |
| 7.° |                       |                                 |                     |
| Reyes Estévez | Atletismo             | 1500 m                          | 24 de agosto        |
| María Vasco | Atletismo             | 20 km marcha                    | 23 de agosto        |
| Equipo | Baloncesto            | Torneo masculino                | 28 de agosto        |
| Equipo | Balonmano             | Torneo masculino                | 28 de agosto        |
| José Antonio Escuredo Salvador Meliá José Antonio Villanueva | Ciclismo en pista     | Velocidad por equipos           | 21 de agosto        |
| Gema Pascual Torrecilla | Ciclismo en pista     | Carrera por puntos              | 25 de agosto        |
| Joane Somarriba | Ciclismo en ruta      | Ruta                            | 15 de agosto        |
| Joane Somarriba | Ciclismo en ruta      | Contrarreloj                    | 18 de agosto        |
| Bárbara González Oteiza Sonia Abejón Esteban Marta Linares García Isabel Pagán Navarro Carolina Rodríguez Ballesteros Nuria Velasco Pardo                                    | Gimnasia rítmica      | Concurso completo por conjuntos | 28 de agosto        |
| Cecilia Blanco García | Judo                  | –70 kg                          | 18 de agosto        |
| María Peláez Navarrete Sara Pérez Sala Nina Zhivanevskaya Tatiana Rouba | Natación              | 4 × 100 m estilos               | 21 de agosto        |
| José Alfredo Bea David Mascato García | Piragüismo            | C2 1000 m                       | 27 de agosto        |
| Jordi Sangrá | Piragüismo en eslalon | C1 individual                   | 18 de agosto        |
| Jon García Aguado | Taekwondo             | +80 kg                          | 29 de agosto        |
| Ana Burgos Acuña | Triatlón              | Femenino                        | 25 de agosto        |
| 8.° |                       |                                 |                     |
| Santiago Pérez Alonso | Atletismo             | 50 km marcha                    | 27 de agosto        |
| Igor González de Galdeano | Ciclismo en ruta      | Contrarreloj                    | 18 de agosto        |
| Elena Gómez Servera | Gimnasia artística    | Concurso completo individual    | 19 de agosto        |
| Almudena Cid Tostado | Gimnasia rítmica      | Concurso completo individual    | 29 de agosto        |
| Rafael Soto Andrade (Invasor) | Hípica                | Doma individual                 | 25 de agosto        |
| Rubén Álvarez Hoyos Juan Zunzunegui Guimerans | Remo                  | Doble scull ligero (LM2x)       | 22 de agosto        |
| Isidro Lorenzo González | Tiro                  | Pistola libre 50 m              | 17 de agosto        |
| Blanca Manchón | Vela                  | Mistral                         | 25 de agosto        |
| Antón Paz Blanco Fernando Echavarri Erasun | Vela                  | Tornado                         | 28 de agosto        |

## Participantes por deporte
De los 28 deportes (37 disciplinas) reconocidos por el COI en los Juegos Olímpicos de verano, se contó con representación española en 23 deportes (30 disciplinas): en béisbol, boxeo, fútbol, pentatlón moderno y sóftbol no se obtuvo la clasificación. 
| N.º | Deporte                        | H   | M   | T   |
| 1   | Atletismo                      | 33  | 23  | 56  |
| 2   | Bádminton                      | 2   | 0   | 2   |
| 3   | Baloncesto                     | 12  | 12  | 24  |
| 4   | Balonmano                      | 15  | 15  | 30  |
| 5   | Béisbol                        | 0   | –   | 0   |
| 6   | Boxeo                          | 0   | –   | 0   |
| 7   | Ciclismo en ruta               | 5   | 3   | 8   |
| 7   | Ciclismo en pista              | 10  | 1   | 11  |
| 7   | Ciclismo de montaña            | 2   | 1   | 3   |
| 8   | Esgrima                        | 1   | 0   | 1   |
| 9   | Fútbol                         | 0   | 0   | 0   |
| 10  | Gimnasia artística             | 6   | 6   | 12  |
| 10  | Gimnasia rítmica               | –   | 7   | 7   |
| 10  | Gimnasia en trampolín          | 0   | 0   | 0   |
| 11  | Halterofilia                   | 1   | 1   | 2   |
| 12  | Hípica                         | 3   | 1   | 4   |
| 13  | Hockey                         | 16  | 16  | 32  |
| 14  | Judo                           | 6   | 4   | 10  |
| 15  | Lucha                          | 2   | 0   | 2   |
| 16  | Natación                       | 6   | 10  | 16  |
| 16  | Natación sincronizada          | –   | 9   | 9   |
| 16  | Saltos                         | 1   | 3   | 4   |
| 16  | Waterpolo                      | 13  | 0   | 13  |
| 17  | Pentatlón moderno              | 0   | 0   | 0   |
| 18  | Piragüismo en aguas tranquilas | 8   | 4   | 12  |
| 18  | Piragüismo en eslalon          | 2   | 0   | 2   |
| 19  | Remo                           | 6   | 3   | 9   |
| 20  | Sóftbol                        | –   | 0   | 0   |
| 21  | Taekwondo                      | 2   | 2   | 4   |
| 22  | Tenis                          | 5   | 6   | 11  |
| 23  | Tenis de mesa                  | 1   | 0   | 1   |
| 24  | Tiro                           | 2   | 2   | 4   |
| 25  | Tiro con arco                  | 1   | 1   | 2   |
| 26  | Triatlón                       | 3   | 3   | 6   |
| 27  | Vela                           | 11  | 7   | 18  |
| 28  | Voleibol                       | 0   | 0   | 0   |
| 28  | Vóley playa                    | 2   | 0   | 2   |
|     | TOTAL                          | 177 | 140 | 317 |

## Deportistas
La delegación española consistió de 317 deportistas  (177 hombres y 140 mujeres).